# Pariana
Genre
Pariana est un genre de plantes monocotylédones de la famille des Poaceae, sous-famille des Bambusoideae, originaire d'Amérique tropicale, qui compte une trentaine d'espèces.
Les espèces de ce genre sont des plantes vivaces, monoïques, à tiges robustes herbacées ou ligneuses, pouvant atteindre 2 m de haut.
La plupart de ces plantes ont des grains de pollen qui présentent des sculptures de l'exine plus prononcées que chez les autres espèces de Poaceae aux grains de pollen plus lisses. Ce trait, associé à la forme particulière de l'inflorescence et à l'habitat de ces plantes en sous-bois de forêts tropicales peu sujet au vent, fait penser à une possible pollinisation entomophile qui n'a cependant pas été démontrée formellement.

## Liste d'espèces
Selon Catalogue of Life (7 novembre 2016) :
- Pariana argentea Hollowell & Davidse
- Pariana aurita Swallen
- Pariana bicolor Tutin
- Pariana campestris Aubl.
- Pariana carvalhoi R.P.Oliveira & Longhi-Wagner
- Pariana concinna Tutin
- Pariana distans Swallen
- Pariana ecuadorensis Pilg.
- Pariana gracilis Döll
- Pariana lanceolata Trin.
- Pariana ligulata Swallen
- Pariana maynensis Huber
- Pariana modesta Swallen
- Pariana multiflora R.P.Oliveira, Longhi-Wagner & Hollowell
- Pariana nervata Swallen
- Pariana obtusa Swallen
- Pariana ovalifolia Swallen
- Pariana pallida Swallen
- Pariana parvispica R.W.Pohl
- Pariana radiciflora Sagot ex Döll
- Pariana setosa Swallen
- Pariana simulans Tutin
- Pariana sociata Swallen
- Pariana strigosa Swallen
- Pariana swallenii R.C.Foster
- Pariana tenuis Tutin
- Pariana trichosticha Tutin
- Pariana ulei Pilg.
- Pariana velutina Swallen

Selon World Checklist of Selected Plant Families (WCSP) (7 novembre 2016) :
- Pariana argentea Hollowell & Davidse (1992)
- Pariana aurita Swallen (1940)
- Pariana bicolor Tutin, J. Linn. Soc. (1936)
- Pariana campestris Aubl. (1775)
- Pariana concinna Tutin, J. Linn. Soc. (1936)
- Pariana distans Swallen (1940)
- Pariana ecuadorensis Pilg. (1939)
- Pariana gleasonii Hitchc. (1922)
- Pariana gracilis Döll (1877)
- Pariana imberbis Nees (1829)
- Pariana intermedia Döll (1877)
- Pariana interrupta Tutin, J. Linn. Soc. (1936)
- Pariana ligulata Swallen (1940)
- Pariana lunata Nees (1829)
- Pariana maynensis Huber (1906)
- Pariana modesta Swallen (1940)
- Pariana multiflora R.P.Oliveira, Longhi-Wagner & Hollowell (2008)
- Pariana nervata Swallen (1940)
- Pariana obtusa Swallen (1957)
- Pariana ovalifolia Swallen (1940)
- Pariana pallida Swallen (1957)
- Pariana parvispica R.W.Pohl (1972)
- Pariana radiciflora Sagot ex Döll (1877)
- Pariana setosa Swallen (1948)
- Pariana simulans Tutin, J. Linn. Soc. (1936)
- Pariana sociata Swallen (1940)
- Pariana stenolemma Tutin, J. Linn. Soc. (1936)
- Pariana strigosa Swallen (1943)
- Pariana swallenii R.C.Foster (1966)
- Pariana tenuis Tutin, J. Linn. Soc. (1936)
- Pariana trichosticha Tutin, J. Linn. Soc. (1936)
- Pariana ulei Pilg. (1914)
- Pariana velutina Swallen (1940)
- Pariana violascens Swallen (1957)
- Pariana vulgaris Tutin, J. Linn. Soc. (1936)

Selon The Plant List (7 novembre 2016) :
- Pariana argentea Hollowell & Davidse
- Pariana aurita Swallen
- Pariana bicolor Tutin
- Pariana campestris Aubl.
- Pariana carvalhoi R.P.Oliveira & Longhi-Wagner
- Pariana concinna Tutin
- Pariana distans Swallen
- Pariana ecuadorensis Pilg.
- Pariana gracilis Döll
- Pariana lanceolata Trin.
- Pariana ligulata Swallen
- Pariana maynensis Huber
- Pariana modesta Swallen
- Pariana nervata Swallen
- Pariana obtusa Swallen
- Pariana ovalifolia Swallen
- Pariana pallida Swallen
- Pariana parvispica R.W.Pohl
- Pariana radiciflora Sagot ex Döll
- Pariana setosa Swallen
- Pariana simulans Tutin
- Pariana sociata Swallen
- Pariana strigosa Swallen
- Pariana swallenii R.C.Foster
- Pariana tenuis Tutin
- Pariana trichosticha Tutin
- Pariana ulei Pilg.
- Pariana velutina Swallen
- Pariana zingiberina Rich. ex Döll